# فرهنگ‌شهر
فرهنگ‌شهر ممکن است به یکی از موارد زیر اشاره کند:
- فرهنگ‌شهر (شیراز)، یکی از محله‌های شیراز
- فرهنگ‌شهر (اهواز)، یکی از محله‌های اهواز
- فرهنگ‌شهر (دزفول)، یکی از محله‌های دزفول
- فرهنگ‌شهر (جهرم)، یکی از محله‌های جهرم
- فرهنگ‌شهر (کازرون)، یکی از محله‌های کازرون
- فرهنگ‌شهر (میناب)، یکی از محله‌های میناب